# دهستان طراح
دهستان طراح، یکی از دهستان‌های بخش گمبوعه شهرستان حمیدیه در استان خوزستان ایران است. مرکز این دهستان، روستای طراح یک است.

## جمعیت
بر پایه سرشماری عمومی نفوس و مسکن در سال ۱۳۹۵، جمعیت دهستان طراح برابر با ۵٬۲۶۷ نفر بوده است.